# Soprano Sax (Zoot Sims)
Soprano Sax è un album di Zoot Sims, pubblicato dalla Pablo Records nel 1976.
Il disco fu registrato l'8 e 9 gennaio del 1976 al RCA Studios di New York City, New York (Stati Uniti).

## Tracce
Lato A
1. Someday Sweetheart – 6:00 (Benjamin Franklin Spikes, John Spikes)
2. Moonlight in Vermont – 4:40 (Karl Suessdorf, John Blackburn)
3. Wrap Your Troubles in Dreams (and Dream Your Troubles Away) – 5:04 (Ted Koehler, Billy Moll, Harry Barris)
4. Bloos for Louise – 6:58 (Zoot Sims)

Lato B
1. Willow Weep for Me – 6:32 (Ann Ronell)
2. Wrap Up – 3:41 (Zoot Sims)
3. (I Don't Strand) A Ghost of a Chance with You – 7:00 (Victor Young, Bing Crosby, Ned Washington)
4. Baubles, Bangles and Beads – 4:43 (Alexander Borodine, George Forrest, Robert Wright)

## Musicisti
- Zoot Sims - sassofono soprano
- Ray Bryant - pianoforte
- George Mraz - contrabbasso
- Grady Tate - batteria[3]